# Riu Mannu (Porto Torres)
Il Riu Mannu di Porto Torres è un corso d'acqua a regime torrentizio che scorre nella città metropolitana di Sassari. È tributario del golfo dell'Asinara.

## Descrizione

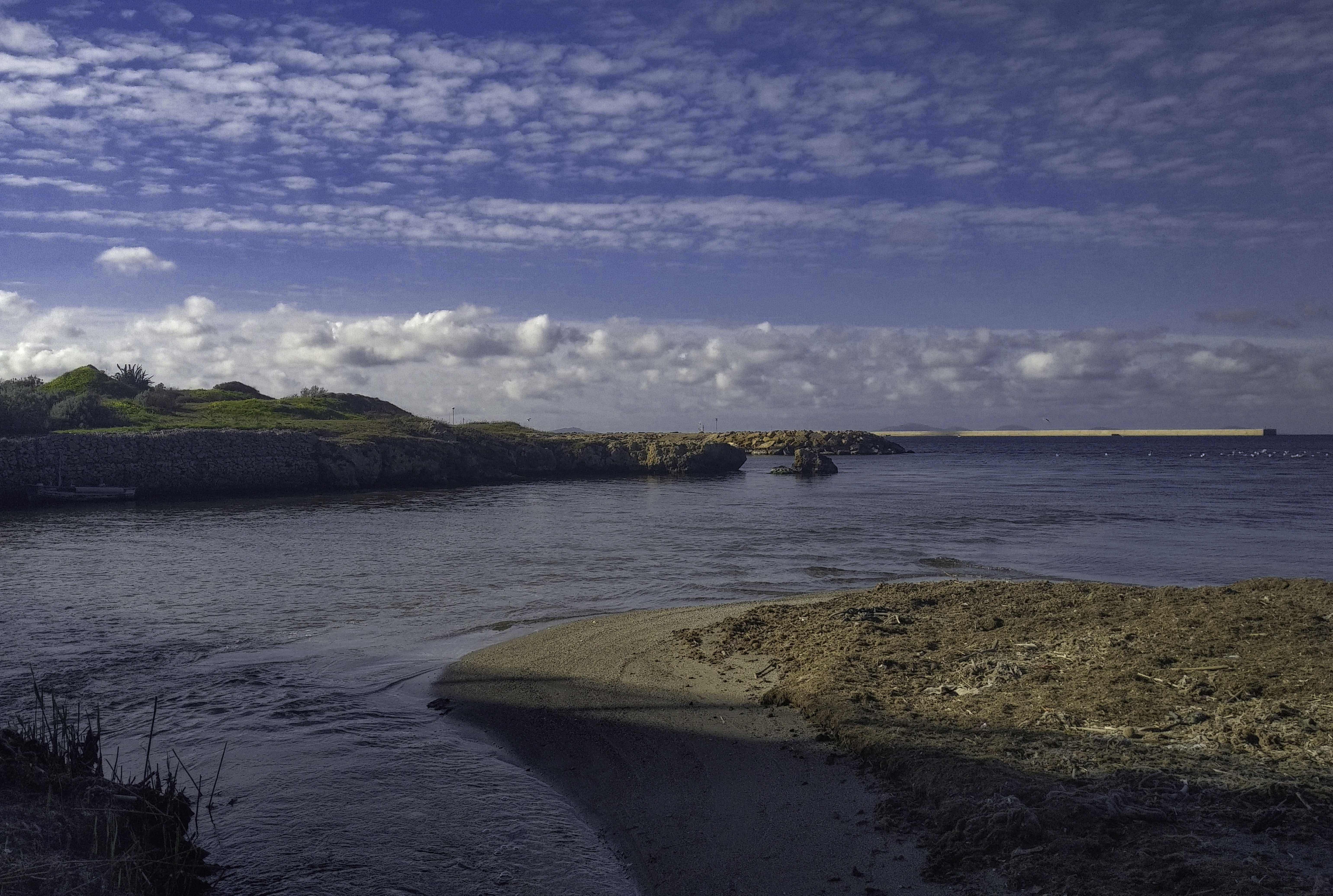
La foce nel golfo dell'Asinara fra Porto Torres e la sua zona industriale

Situato nell’estremità nord occidentale della Sardegna, Il Riu Mannu di Porto Torres attraversa la città metropolitana di Sassari. Nasce dal Monte sa Figu (m 376) in territorio di Siligo e sfocia nel Golfo dell'Asinara presso la spiaggia della Marinella a Porto Torres. È considerato un corso d’acqua naturale di primo ordine in quanto recapita la propria acqua direttamente in mare ed ha un bacino imbrifero con una superficie maggiore di 200 km. Il bacino inoltre si estende nell’entroterra per 671,32 kmq. È caratterizzato da un’intensa idrografia dovuta alle varie tipologie rocciose attraversate.

### Aspetti geologici e geomorfologici
Il bacino del Riu Mannu di Porto Torres si sviluppa in una vasta area della Sardegna nord-occidentale all'interno dell’area denominata Fossa Sarda, la quale è stata interessata in diversi periodi da ripetute trasgressioni e regressioni marine e da numerose manifestazioni vulcaniche.
A seguito dei movimenti che hanno dato origine alla Fossa Sarda, questo territorio è stato invaso dal mare e ricoperto da imponenti coltri sedimentarie dalla cui emersione si è originato un esteso altopiano. L’area nel quale si sviluppa il corso d'acqua è caratterizzata da una serie di colline di media altezza, da falsipiani e tavolati modellati nei sedimenti calcarei di età miocenica.

### Fauna caratteristica
Grazie al lento scorrere delle acque la fauna acquatica risulta costituita da gasteropodi, oligocheti e larve di Ditteri Chironomidi. La fauna è composta da pesci come carpe, anguille e, grazie alla vicinanza con la foce, orate e branzini eurialini. L’avifauna presente è sia quella legata all’ambiente acquatico che terrestre come aironi (cenerino, garzette, bianco), germano reale, pollo sultano, falco di palude, gallinella d’acqua e folaga, cormorano. Nei campi limitrofi sono presenti specie di albanella minore, picchio rosso minore, gheppio, poiana, storno nero, cardellino, piccione selvatico. Tra i rettili sono presenti specie di biacco, gechi, algiroide nano, lucertola tiliguerta e del cetti, mentre come anfibi si possono trovare il Bufo viridis e l’Hyla sarda. I mammiferi presenti sono ratti, conigli, volpi e cinghiali. Nelle cavità artificiali e naturali sono presenti inoltre Chirotteri.

### Qualità delle acque
Il Riu Mannu riceve, durante il suo percorso, diversi scarichi industriali e di origine agricola che ne compromettono la qualità delle acque. Le acque del Riu Mannu e dei suoi affluenti risultano particolarmente vulnerabili ai nitrati. In seguito al monitoraggio effettuato dalla Regione Sardegna in occasione della realizzazione del Piano Regionale di Tutela delle Acque,è stato evidenziato per il Riu Mannu di Porto Torres uno stato ecologico che va progressivamente peggiorando man mano che ci si avvicina alla foce. Mentre lo stato ecologico può infatti ritenersi soddisfacente nella stazione situata a monte, la stessa cosa non può dirsi per le stazioni situate più a valle. Sempre nello stesso studio è evidenziato lo stato qualitativo pessimo degli invasi (Bunnari e Bidighinzu) presenti.

### Percorso
Nasce dal monte Sa Figu a circa 376 m s.l.m. e dopo un breve percorso si getta nel golfo dell'Asinara ad ovest di Porto Torres.